# Prosopocera viridis
Prosopocera viridis là một loài bọ cánh cứng trong họ Cerambycidae.